# Raniero Panzieri
Raniero Panzieri (1921 – Turijn, 9 oktober 1964) was een Italiaanse politicus, schrijver en marxistisch denker, die ook wel wordt beschouwd als de grondlegger van het operaïsme.

## Biografie
Raniero Panzieri werd geboren in Rome. Eind jaren 40 verhuisde hij naar Sicilië. Aldaar begon hij in de jaren vijftig begon actief deel te nemen aan de strijd voor landhervorming, en begon zijn activiteit als schrijver. In 1953 werd hij lid van het centraal comité van de Italiaanse Socialistische Partij (PSI). Vier jaar later werd hij  mededirecteur van het theoretische blad Mondo operaio (De wereld van arbeiders), dat hij omvormde tot een discussieforum voor de linkerzijde van de PSI. Tijdens deze periode vertaalde hij Karl Marx ' Das Kapital in het Italiaans.
In 1959 verzette hij zich op het congres van de PSI tegen de totstandkoming van een regeringsakkoord met de Italiaanse Christendemocratische Partij. Dit resulteerde in zijn verwijdering uit de partij.
Vervolgens verhuisd Panzieri naar Turijn, waar hij voor  uitgeverij Einaudi ging werken. Hij smeedde er banden met verschillende groepen militante vakbondsleden, socialisten en dissidente communisten. Hij raakte geïnspireerd door de Franse groep Socialisme ou Barbarie, en samen met Mario Tronti, Romano Alquati en Danilo Montaldi richtte hij het politieke blad Quaderni Rossi op.
In de industriële opstand van de piazza Statuto in 1962 in Turijn zag Panzieri de centrale rol van de fabriek en de (fabrieks)arbeider ontstaan. De eerste edities van Quaderni Rossi waren gericht op het onderzoeken van het dagelijks leven van de fabriek en de relatie van de arbeiders tot de productie. Aangezien hun ideeën over deze aspecten sterk afweken van de gebruikelijke standpunten van de socialisten en communisten, hadden ze een grote invloed in de sfeer van strijd op de werkplek. Mario Tronti zou zich in 1963 afsplitsen om het blad Classe Operaia (Arbeiders klasse) te vormen.
Dit blad was de grondslag van operaismo ('workerism'), een marxistische tendens die populair was in Italië in de jaren zestig en zeventig.
Panzieri stierf in Turijn op 43-jarige leeftijd.

## Meer literatuur
- Steve Wright Bestorming van de hemel: Klassensamenstelling en strijd in het Italiaanse autonome marxisme (University of Michigan Press, ISBN 0-7453-1606-9, uittreksel: The Workerists and the Unions in Italy's 'Hot Autumn' op Libcom.org)